# Felice Soldini
Felice Soldini (ur. 1 stycznia 1915, zm. 1971) – piłkarz szwajcarski grający na pozycji obrońcy. W swojej karierze rozegrał 1 mecz w reprezentacji Szwajcarii.

## Kariera klubowa
W swojej karierze piłkarskiej Soldini grał w klubie AC Bellinzona.

## Kariera reprezentacyjna
W reprezentacji Szwajcarii Soldini zadebiutował 18 września 1949 roku w wygranym 3:2 meczu eliminacji do MŚ 1950 z Luksemburgiem, rozegranym w Luksemburgu i był to jego jedyny mecz w kadrze narodowej. W 1950 roku został powołany do kadry na mistrzostwa świata w Brazylii. Na nich był rezerwowym i nie wystąpił w żadnym spotkaniu.